# Claude Meisch
Claude Meisch, né le 27 novembre 1971 à Pétange (Luxembourg), est un homme politique luxembourgeois, membre du Parti démocratique (DP) dont il est le président de 2004 à 2013.
Depuis le 4 décembre 2013, il est ministre de l’Éducation nationale, de l’Enfance et de la Jeunesse dans les gouvernements Bettel I et II, puis Frieden. Dans ce dernier, il devient également Ministre du Logement et de l'Aménagement du territoire.

## Biographie

### Études et formations
Après avoir obtenu le diplôme de 13e technique générale au lycée technique Mathias Adam à Pétange, Claude Meisch poursuit ses études à l'université de Trèves, où il obtient un diplôme de mathématiques financières (en luxembourgeois : Finanzmathematik) en 1998.[réf. nécessaire]

### Carrière professionnelle
Claude Meisch travaille pour la Banque de Luxembourg de 1999 à 2013.
Il est président du syndicat intercommunal de l'Hôpital Princesse Marie-Astrid à Niederkorn de 2005 à 2013 et membre du conseil d’administration du Centre hospitalier Émile-Mayrisch (CHEM) de 2008 à 2013.

### Carrière politique

#### Fonctions gouvernementales
À la suite des élections législatives du 20 octobre 2013, Claude Meisch fait son entrée au gouvernement comme ministre de l’Éducation nationale, de l’Enfance et de la Jeunesse, ministre de l’Enseignement supérieur et de la Recherche en date du 4 décembre 2013 dans le gouvernement de coalition entre le Parti démocratique (DP), le Parti ouvrier socialiste luxembourgeois (LSAP) et Les Verts (« déi gréng »).
À l'issue des élections législatives du 14 octobre 2018, Claude Meisch, malgré une forte baisse de son résultat par rapport à 2013, est reconduit dans ses fonctions dans ce gouvernement de coalition renouvelé.
Suivant les Élections législatives luxembourgeoises de 2023, Claude Meisch a gardé son portefeuille de l'Education et a également obtenu le ressort du Logement.

#### Autres fonctions politiques
Membre du DP depuis 1994, Claude Meisch est élu pour la première fois à la Chambre des députés sur la liste du DP dans la circonscription Sud en 1999. Il est réélu en 2004, 2009 et 2013. À la Chambre des députés, il est entre autres vice-président de la commission des Finances et du Budget de 2009 à 2013 ainsi que vice-président de la commission de la Famille, de la Jeunesse et de l’Égalité des chances de 2004 à 2006 et de 2009 à 2013.
Au niveau local, Claude Meisch est d’abord échevin de la commune de Differdange de 2000 à 2002, puis bourgmestre de 2002 à 2013, poste qu’il occupe jusqu’à sa nomination au gouvernement.
Claude Meisch assume la fonction de président du DP de 2004 à 2013.

#### Divers
En juillet 2018, à quelques mois des élections législatives d'octobre 2018, il publie un livre rédigé en luxembourgeois et portant sur sa conception, en tant qu'homme politique, de l'Éducation nationale : Staark Kanner - Eng Häerzenssaach. Sa personnalité étant contestée et son impopularité régulièrement attestée par les sondages, il s'agit en l'occurrence de présenter un bilan positif de son action en vue de conserver la fonction qu'il occupe au-delà du mois d'octobre 2018.